# 佐々木味津三
佐々木 味津三（ささき みつぞう、明治29年（1896年）3月18日 - 昭和9年（1934年）2月6日）は、日本の小説家。佐佐木 味津三と表記されることもある。本名・光三。

## 来歴・人物
愛知県北設楽郡下津具村（現・設楽町）出身。旧制愛知一中（現：愛知県立旭丘高等学校）を中退した後、明治大学政経科を卒業。「馬を殴り殺した少年」（『大観』1919年8月号）「呪わしき生存」（「報知新聞」1921年2月4日～3月9日）で菊池寛に見出される。『文藝春秋』創刊号から編集同人となり、芥川龍之介や直木三十五と交流があった。
文壇に姿を現した当初は純文学を志していたものの、父親が遺した借金の為に経済的環境が厳しく、長兄を早くに亡くした事で家族を養い、また家の負債を返す必要が生じたために大衆小説に転向。当時は格下といわれていた大衆向け小説を書くことに抵抗を感じたが、芥川龍之介から激励を受け感激し、そのことが後々まで影響したと自著に記している。『右門捕物帖』『旗本退屈男』など主に江戸時代を舞台にした時代小説を発表し、その当時の花形作家となる。
しかし、自らの体力を削って無理な執筆を重ね、そのため健康を害してしまい、1934年2月6日、急性肺炎のため東京市杉並区高円寺の自宅において若くしてこの世を去った。その死は、現在でいうところの過労死であるといわれている。37歳没。戒名は文光院真諦三味居士（自らの撰）。佐々木が残した資料は、遺族によって明治大学史資料センターに寄贈された。

## 作品の映画化
佐々木の代名詞となった作品『旗本退屈男』は、1930年（昭和5年）にこれを読んだ市川右太衛門が気に入って映画化。以後右太衛門の主演代表作となり、計31本の大ヒットシリーズとなった。以来、現在に至るまで度々映画やテレビドラマ化され高い人気を得ている。
また、『右門捕物帖』はアラカンこと嵐寛寿郎と山中貞雄によって「和製シャルロック・ホルムス」と銘打ち『むっつり右門』シリーズとして映画連作された。嵐寛寿郎は晩年、『聞書アラカン一代 - 鞍馬天狗のおじさんは』（竹中労、白川書院、1976年）の中で、次のように語っている。
- 主人公の「むっつり右門」というあだ名、バスター・キートンを手本にした無口なキャラクター、人差し指を立ててあごに手を持っていく癖、これらはすべてアラカンが創作したものである。
- また登場人物の「あば敬（アバタの敬四郎）」、「ちょんぎれの松」も、アラカンや山中が創ったもので、映画に合わせて佐々木が原作小説に逆輸入したキャラクターである。「あば敬」の「村上」という姓も、映画でこれを演じた尾上紋弥の本名が「村上」だったことに因んでアラカンが思いつきでつけた。「ちょんぎれの松」の「ちょんぎれ」も、山中の口癖から採ったものだった。
- 『右門捕物帖』の設定は、このように嵐寛寿郎プロダクションで先行して創作され、佐々木の原作に採り入れられていったのだが、当の佐々木は怒りもせず、「今度の映画どうなる？」とアラカンに聞いてきて、あべこべに映画の内容を小説のネタにしていた。アラカンはこれについて「相互扶助や」と笑っている。

これら嵐の談話が、映画関係の本に引用されることもあるが、実際には「むっつり右門」というあだなは小説の第一作で登場しているので嵐のハッタリか記憶違いである。

## 著書
- 『呪はしき生存』金星社 1923
- 『兄馬鹿』春陽堂（文芸春秋叢書）1924
- 『女讐夜話』春陽堂（読物文芸叢書）1924
- 『二人の異端者』聚芳閣 1924
- 『文芸猥談』漫談叢書 第2編 聚英閣 1927
- 『へそのない男』現代ユーモア叢書 第1編 資文堂書店 1928
- 『謎の人形師』平凡社 1929
- 『旗本風流陣』資文堂 1929
- 『右門捕物帖』大日本雄弁会講談社 1929
- 『山の少年騎士』平凡社（少年冒険小説全集）1929
- 『風雲天満双紙』先進社 1930
- 『悩める太陽』新潮社 1930
- 『恋を吹く喇叭』現代ユウモア全集刊行会 1930
- 『刄影走馬灯』先進社 1930
- 『旗本退屈男』博文館 1931  のち新潮文庫、春陽文庫
- 『小笠原壱岐守』柳書房 1932
- 『天草美少年録』春陽堂（日本小説文庫）1932
- 『まぼろし峠』平凡社 1932
- 『佐々木味津三全集』全12巻 平凡社 1934-35
- 『右門捕物帳　完本』明正堂、1941　のち春陽文庫
- 『隠密一代男 捕物秘帖』蒼生社 1942
- 『故山の江藤新平』紫文閣 1942
- 『青春群像』蒼生社 1942
- 『春に遭ふ頃』利根屋書店 1946
- 『捕物女双六』蒼生社 1948
- 『佐々木味津三代表作選集』全10巻 同光社磯部書房 1952-54
- 『定本右門捕物帖全集』全5巻 同光社 1955
- 『右門捕物帖全集』全4巻 鱒書房 1956
- 『右門捕物帖』全4巻 1958 （新潮文庫）
- 『落葉集』佐々木克子 1969

- 右門捕物帖 南蛮幽霊
- 右門捕物帖 生首の進物
- 右門捕物帖 血染めの手形
- 右門捕物帖 青眉の女
- 右門捕物帖 笛の秘密
- 右門捕物帖 なぞの八卦見
- 右門捕物帖 村正騒動
- 右門捕物帖 卍のいれずみ
- 右門捕物帖 達磨を好く遊女
- 右門捕物帖 耳のない浪人
- 右門捕物帖 身代わり花嫁
- 右門捕物帖 毒色のくちびる
- 右門捕物帖 足のある幽霊
- 右門捕物帖 曲芸三人娘
- 右門捕物帖 京人形大尽
- 右門捕物帖 七化け役者
- 右門捕物帖 へび使い小町
- 右門捕物帖 明月一夜騒動
- 右門捕物帖 袈裟切り太夫
- 右門捕物帖 千柿の鍔
- 右門捕物帖 妻恋坂の怪
- 右門捕物帖 因縁の女夫雛
- 右門捕物帖 幽霊水
- 右門捕物帖 のろいのわら人形
- 右門捕物帖 卒塔婆を祭った米びつ
- 右門捕物帖 七七の橙
- 右門捕物帖 献上博多人形
- 右門捕物帖 お蘭しごきの秘密
- 右門捕物帖 開運女人地蔵
- 右門捕物帖 闇男
- 右門捕物帖 毒を抱く女
- 右門捕物帖 朱彫りの花嫁
- 右門捕物帖 死人ぶろ
- 右門捕物帖 首つり五人男
- 右門捕物帖 左刺しの匕首
- 右門捕物帖 子持ちすずり
- 右門捕物帖 血の降るへや
- 右門捕物帖 やまがら美人影絵
- 旗本退屈男 旗本退屈男
- 旗本退屈男 続旗本退屈男
- 旗本退屈男 後の旗本退屈男
- 旗本退屈男 京へ上った退屈男
- 旗本退屈男 三河に現れた退屈男
- 旗本退屈男 身延に現れた退屈男
- 旗本退屈男 仙台に現れた退屈男
- 旗本退屈男 日光に現れた退屈男
- 旗本退屈男 江戸に帰った退屈男
- 旗本退屈男 幽霊を買った退屈男
- 旗本退屈男 千代田城へ乗り込んだ退屈男
- 十万石の怪談 （じゅうまんごくのかいだん）
- 山県有朋の靴 （やまがたありとものくつ）
- 流行暗殺節 （りゅうこうあんさつぶし）
- 老中の眼鏡 （ろうじゅうのめがね）

## 翻訳
- 虐られし人々 ドストイエフスキイ 春陽堂 （春陽堂訳述叢書） 1924
- サアニン /アルツィバアセフ 春陽堂 （春陽堂訳述叢書） 1924

## 映像化

### 映画
「右門捕物帖」
- 右門一番手柄・南蛮幽霊（昭和5年）　※山中貞雄脚本デビュー作
- 右門捕物帖・六番手柄
- 右門捕物帖・十番手柄
- 右門捕物帖・十六番手柄（昭和6年）
- 右門捕物帖・十八番手柄
- 右門捕物帖・七七なぞの橙（昭和7年）
- 右門捕物帖 三十番手柄 帯解け仏法
- 右門捕物帖・越後獅子の兄弟（昭和8年）
- 右門捕物帳 卅八番手柄 白矢・黒影・青空（三部作）※「捕物帖」ではなく「捕物帳」
- 右門捕物帖・二百十日
- 右門捕物帖・七化け大名（昭和10年）
- 右門捕物帖・花嫁地獄変
- 右門捕物帖・晴々五十三次　乱麻篇・ 裁決篇
- 右門捕物帖・娘傀儡師（昭和11年）
- 右門捕物帖・雪夜の謎
- 右門捕物帖・木曽路の謎（昭和12年）
- 右門捕物帖・血染の手形（昭和13年）
- 右門捕物帖・拾万両秘聞（昭和14年）
- 右門捕物帖・金色の鬼（昭和15年）
- 右門江戸姿
- 右門捕物帖・幽霊水芸師（昭和16年）
- 御存じ右門・護る影（昭和18年）
- 右門捕物帖・謎の八十八夜（昭和24年）
- 右門捕物帖・伊豆の旅日記（昭和25年）
- 右門捕物帖・片眼狼（昭和26年）
- 右門捕物帖・帯とけ仏法
- 右門捕物帖・緋鹿の子異変（昭和27年）
- 右門捕物帖・謎の血文字
- 右門捕物帖・からくり街道（昭和28年）
- 右門捕物帖・妖鬼屋敷（昭和29年）
- 右門捕物帖・まぼろし変化
- 右門捕物帖・献上博多人形（昭和30年）
- むっつり右門捕物帖・鬼面屋敷
- 右門捕物帖・恐怖の十三夜

（以上、すべて嵐寛寿郎版）
「旗本退屈男」
- 旗本退屈男（昭和5年）
- 京へ上がった退屈男
- 仙台に現はれた退屈男（昭和6年）
- 江戸へ帰った退屈男
- 爆走する退屈男（昭和8年）
- 中仙道を行く退屈男　前・後篇（昭和10年）
- 富士に立つ退屈男（昭和12年）
- 宝の山に入る退屈男（昭和13年）
- 旗本退屈男捕物控 前・後編（昭和25年）
- 旗本退屈男 唐人街の鬼（昭和26年）
- 旗本退屈男 江戸城罷り通る（昭和27年）
- 旗本退屈男 八百八丁（昭和28年）
- 旗本退屈男 どくろ屋敷（昭和29年）
- 旗本退屈男 謎の百万
- 旗本退屈男 謎の怪人屋敷
- 旗本退屈男 謎の伏魔殿（昭和30年）
- 旗本退屈男 謎の決闘状
- 旗本退屈男 謎の幽霊船（昭和31年）
- 旗本退屈男 謎の紅蓮塔（昭和32年）
- 旗本退屈男 謎の蛇姫屋敷
- 旗本退屈男（昭和33年）
- 旗本退屈男 謎の南蛮太鼓（昭和34年）
- 旗本退屈男 謎の大文字
- 旗本退屈男 謎の幽霊島（昭和35年）
- 旗本退屈男 謎の暗殺隊
- 旗本退屈男 謎の七色御殿（昭和36年）
- 旗本退屈男 謎の珊瑚屋敷（昭和37年）
- 旗本退屈男 謎の竜神岬（昭和38年）

（以上、すべて市川右太衛門版）

### テレビドラマ
- 右門捕物帖 (1974年のテレビドラマ)
- 右門捕物帖 (1982年のテレビドラマ)
- 旗本退屈男 (1983年のテレビドラマ)
- ご存知!旗本退屈男
- 旗本退屈男 (2001年のテレビドラマ)